# Medaglia Linneana

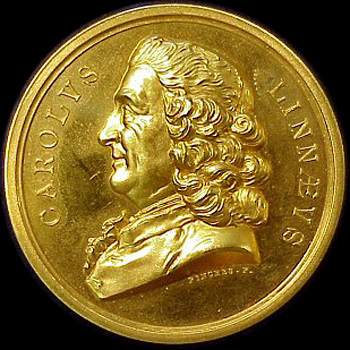
Medaglia Linneana

La medaglia Linneana chiamata in inglese  Linnean Medal (ed in precedenza nota come  Gold Medal) è un'onorificenza conferita dalla Linnean Society of London, una prestigiosa associazione dedita alla diffusione della storia naturale e dello studio della tassonomia. Il premio fu istituito nel 1888 e viene riconosciuto ogni anno alternando un botanico e un zoologo, dal 1958 si è instaurato l'uso di conferirlo ad entrambe le tipologie di studiosi. Fino al 1976 la medaglia era in oro per questo motivo era anche chiamata "the Gold Medal of the Linnean Society".

## Premiati

### XIX secolo
- 1888: Sir Joseph D. Hooker e Sir Richard Owen
- 1889: Alphonse Louis Pierre Pyrame de Candolle
- 1890: Thomas Henry Huxley
- 1891: Jean-Baptiste Édouard Bornet
- 1892: Alfred Russel Wallace
- 1893: Daniel Oliver
- 1894: Ernst Haeckel
- 1895: Ferdinand Julius Cohn
- 1896: George James Allman
- 1897: Jacob Georg Agardh
- 1898: George Charles Wallich
- 1899: John Gilbert Baker
- 1900: Alfred Newton

### XX secolo
- 1901: Sir George King
- 1902: Albert von Kölliker
- 1903: Mordecai Cubitt Cooke
- 1904: Albert C. L. G. Günther
- 1905: Eduard Strasburger
- 1906: Alfred Merle Norman
- 1907: Melchior Treub
- 1908: Thomas Roscoe Rede Stebbing
- 1909: Frederick Orpen Bower
- 1910: Georg Ossian Sars
- 1911: Hermann zu Solms-Laubach
- 1912: R. C. L. Perkins
- 1913: Heinrich Gustav Adolf Engler
- 1914: Otto Bütschli
- 1915: Joseph Henry Maiden
- 1916: Frank Evers Beddard
- 1917: Henry Brougham Guppy
- 1918: Frederick DuCane Godman
- 1919: Sir Isaac Bayley Balfour
- 1920: Sir Edwin Ray Lankester
- 1921: Dukinfield Henry Scott
- 1922: Sir Edward Bagnall Poulton
- 1923: Thomas Frederic Cheeseman
- 1924: William Carmichael McIntosh
- 1925: Francis Wall Oliver
- 1926: Edgar Johnson Allen
- 1927: Otto Stapf
- 1928: Edmund Beecher Wilson
- 1929: Hugo de Vries
- 1930: James Peter Hill
- 1931: Karl Ritter von Goebel
- 1932: Edwin Stephen Goodrich
- 1933: Robert Hippolyte Chodat
- 1934: Sir Sidney Frederic Harmer
- 1935: Sir David Prain
- 1936: John Stanley Gardiner
- 1937: Frederick Frost Blackman
- 1938: Sir D'Arcy Wentworth Thompson
- 1939: Elmer Drew Merrill
- 1940: Sir Arthur Smith Woodward
- 1941: Sir Arthur George Tansley
- 1942: non conferito
- 1946: William Thomas Calman e Frederick Ernest Weiss
- 1947: Maurice Jules Gaston Corneille Caullery
- 1948: Agnes Arber
- 1949: D. M. S. Watson
- 1950: Henry Nicholas Ridley
- 1951: Theodor Mortensen
- 1952: Isaac Henry Burkill
- 1953: Patrick Alfred Buxton
- 1954: Felix Eugene Fritsch
- 1955: Sir John Graham Kerr
- 1956: William Henry Lang
- 1957: Erik Stensiö
- 1958: Sir Gavin de Beer e William Bertram Turrill
- 1959: H.M. Fox e Carl Skottsberg
- 1960: Libbie H. Hyman e H. Hamshaw Thomas
- 1961: E.W. Mason e Sir Frederick Stratten Russell
- 1962: N.L. Bor e George Gaylord Simpson
- 1963: Sidnie Milana Manton e W.H. Pearsall
- 1964: Richard E. Holttum e Carl Frederick Abel Pantin
- 1965: John Hutchinson e John Ramsbottom
- 1966: G.S. Carter e Sir Harry Godwin
- 1967: Charles Sutherland Elton e C.E. Hubbard
- 1968: A. Gragan e T.M. Harris
- 1969: Irene Manton e Ethelwynn Trewavas
- 1970: E.J.H. Corner e E.I. White
- 1971: C.R. Metcalfe e J.E. Smith
- 1972: A.R. Clapham e A.S. Romer
- 1973: G. Ledyard Stebbins e John.Z.Young
- 1974: E.H.W. Hennig e Josias Braun-Blanquet
- 1975: A.S. Watt e Philip M Sheppard
- 1976: William T. Stearn
- 1977: Ernst Mayr e T.G. Tutin
- 1978: O.K.H. Hedberg and Thomas Stanley Westoll
- 1979: R. McN. Alexander e P.W. Richards
- 1980: Geoffrey Clough Ainsworth e Roy Crowson
- 1981: B.L. Burtt e Sir Cyril Astley Clarke
- 1982: P.H. Davis e P.H. Greenwood
- 1983: C.T. Ingold e M.J.D. White
- 1984: J.G. Hawkes e J.S. Kennedy
- 1985: Arthur Cain e Jeffrey B. Harborne
- 1986: Arthur Cronquist e P.C.C. Garnham
- 1987: G. Fryer e V.H. Heywood
- 1988: J.L. Harley e Sir Richard Southward
- 1989: William Donald Hamilton e Sir David Smith
- 1990: Sir Ghillean Tolmie Prance e F. Gwendolen Rees
- 1991: W.G Chaloner e R.M. May
- 1992: Richard Evans Schultes e Stephen Jay Gould
- 1993: Barbara Pickersgill e L.P. Brower
- 1994: F.E. Round e Sir Alec John Jeffreys
- 1995: S.M. Walters e John Maynard Smith
- 1996: J. Heslop-Harrison e K. Vickerman
- 1997: E.S. Coen e Rosemary Helen Lowe-McConnell
- 1998: M.W. Chase e C. Patterson
- 1999: P.B. Tomlinson e Q. Bone
- 2000: B. Verdcourt e M.F. Claridge

### XXI secolo
- 2001: C.J. Humphries e D.J. Nelson
- 2002: Sherwin Carlquist e W.J. Kennedy
- 2003: Pieter Baas e Bryan Campbell Clarke
- 2004: Geoffrey Allen Boxshall e John Dransfield
- 2005: Paula Rudall e Andrew Smith
- 2006: David J. Mabberley e Richard A. Fortey
- 2007: Phil Cribb e Thomas Cavalier-Smith
- 2008: Jeffrey Duckett e Stephen Donovan
- 2009: Peter Ashton e Michael Akam
- 2010: Dianne Edwards e Derek Yalden
- 2011: Brian Coppins e H. Charles Godfray
- 2012: Stephen Blackmore e Peter Holland
- 2013: Kingsley Wayne Dixon
- 2014: Niels Peder Kristensen e Hans Walter Lack
- 2015: Engik Soepadmo, Claus Nielsen e Rosmarie Honegger
- 2016: Sandra Knapp e Georgina Mace
- 2017: Charlie Jarvis e David Rollinson
- 2018: Kamaljit S Bawa, Jeremy Holloway e Sophien Kamoun
- 2019: Vicki Funk e Samuel T. Turvey
- 2020: Ben Sheldon
- 2021: Mary Jane West-Eberhard e Shahina Ghazanfar
- 2022: Rohan Pethiyagoda e Sebsebe Demissew
- 2023: Sandra Díaz